# آمبروسه وانزکین
آمبروسه وانزکین (انگلیسی: Ambruse Vanzekin؛ زادهٔ ۱۴ ژوئیهٔ ۱۹۸۶) بازیکن فوتبال اهل نیجریه است.
از باشگاه‌هایی که در آن بازی کرده‌است می‌توان به اشاره کرد.
وی همچنین در تیم‌های ملی فوتبال زیر ۱۷ سال نیجریه، [زیر ۲۰ سال نیجریه و زیر ۲۳ سال نیجریه بازی کرده‌است.
وی در مسابقات بین‌المللی در مجموع برندهٔ ۱ مدال نقره شده‌است.